# Castillo de Teayo
Koordinaten: 20° 44′ 59,3″ N, 97° 37′ 59,8″ W
Castillo de Teayo ist eine archäologische Stätte im Zentrum des gleichnamigen Ortes und Municipios im mexikanischen Bundesstaat Veracruz und der La Huasteca genannten Region. Der Ort wurde im 19. Jahrhundert wiederbesiedelt, nachdem er seit der Conquista verlassen war.

## Geschichte
Über den heute Castillo de Teayo genannten Ort fehlen für die vorspanische Zeit präzise Informationen; einige Archäologen sind jedoch der Meinung, dass die Pyramide toltekische Einflüsse zeigt. Die Region war von den Bevölkerungsgruppen der Totonaken und der Huaxteken bewohnt, die seit Mitte des 15. Jahrhunderts dem Aztekischen Reich Tribut zahlten. Verwaltet wurde die Gegend von Teayo von Tochpan (heute Tuxpan) aus. Erobert wurde sie Anfang 1520 von Andrés de Tapia. Nach dem Fall der aztekischen Hauptstadt Tenochtitlan wurde der Hafenort Tuxpan im Jahr 1526 von Hernán Cortés beansprucht und auch kurzzeitig in Besitz gehalten, ging dann aber an verschiedene Encomenderos über. Nach 1604 wurden die Einkünfte der Encomienda den Erben des letzten unabhängigen Herrschers der Azteken, Moctezuma I. zugewiesen.

## Pyramide

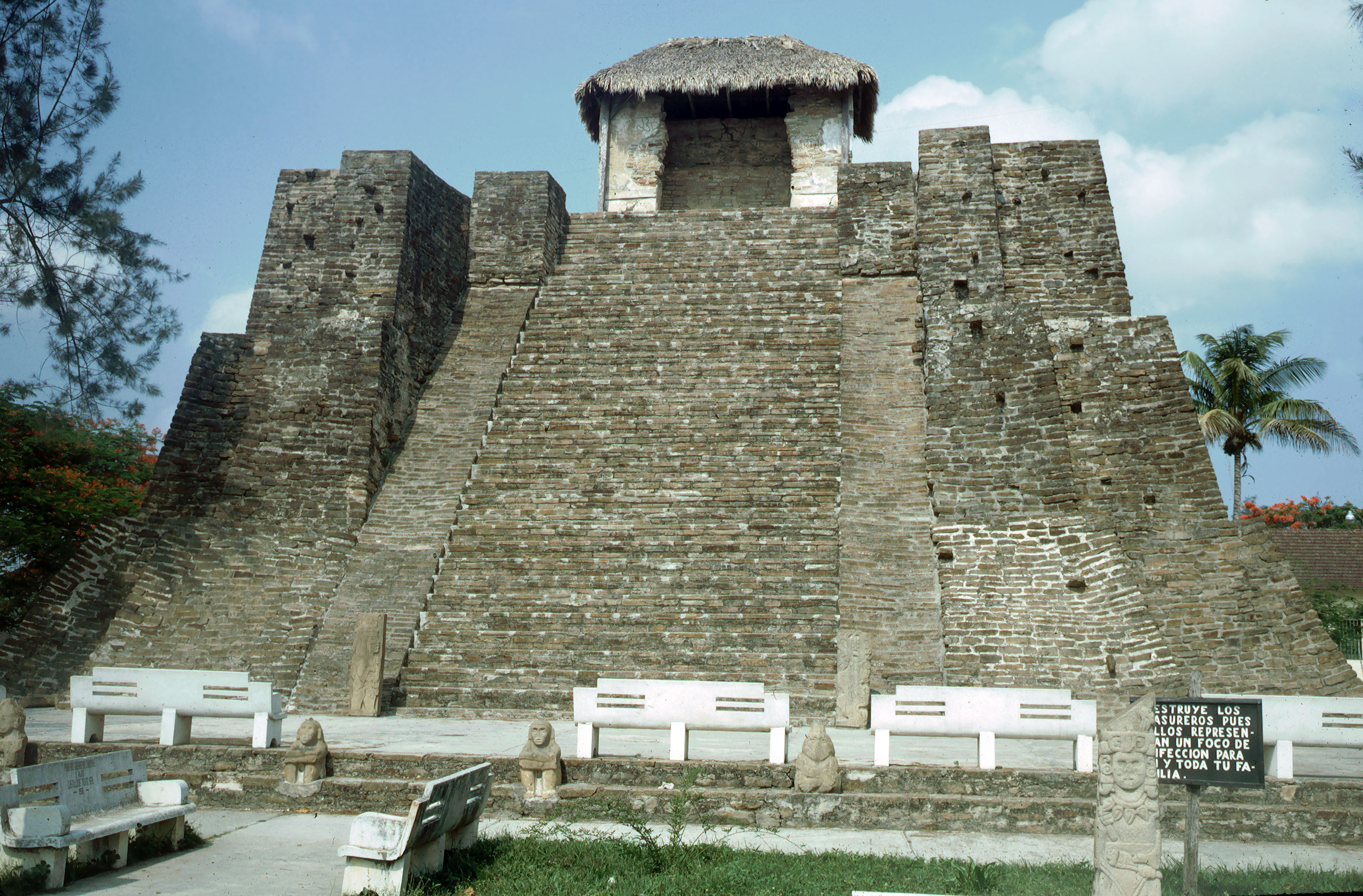
Pyramide auf dem Hauptplatz

Die eigentliche Pyramide auf dem Hauptplatz besteht aus zwei Teilen: Der Pyramidenkörper besteht aus drei Stufen, deren Außenwände eine von unten nach oben abnehmende Neigung nach innen aufweisen. Die Grundfläche ist quadratisch und hat knapp 25 m Seitenlänge. Eingesenkt in den Pyramidenkörper ist die von breiten Treppenwangen gesäumte Treppe von 40 Stufen, die nach Westen gerichtet ist. Die Treppenwangen gehen entsprechend dem postklassischen Baukanon in ihrem obersten teil in vertikale Blöcke über. 
Das eigentlich Tempelgebäude ist im Vergleich zu den Ausmaßen der Pyramide mit 7 × 3 m recht klein, so dass der Innenraum eher eine Nische gleicht. Das untere Drittel der Tempelwand ist leicht nach innen geböscht, darüber folgt ein schmales Gesimsband, dann sind die Wände vertikal und erreichen eine Gesamthöhe von 4,50 m. Sowohl im Inneren wie außen sind große Reste des Stuckverputzes erhalten. Heute wird die Konstruktion von einem Dach aus Palmblattfasern gegen die Witterung geschützt. Im 19. Jahrhundert befand sich hier ein gedeckter Glockenturm aus Holz.

## Museum
In der näheren Umgebung der Pyramide befanden sich bis zum Ende des 19. Jahrhunderts zahlreiche Steinskulpturen, die heute im hinter der Pyramide gelegenen Lokalmuseum gezeigt wurden. Unter ihnen befindet sich eine Darstellung des Regengottes Tlaloc und eine des Frühlingsgottes Xipe Totec.